# Rhinobothryum bovallii
Rhinobothryum lentiginosum, é uma espécie de falsa-coral da família Colubridae. Encontrada em Honduras, Nicarágua, Costa Rica, Panamá, Colômbia, Venezuela e Equador.